# Festiwal Warszawa Singera

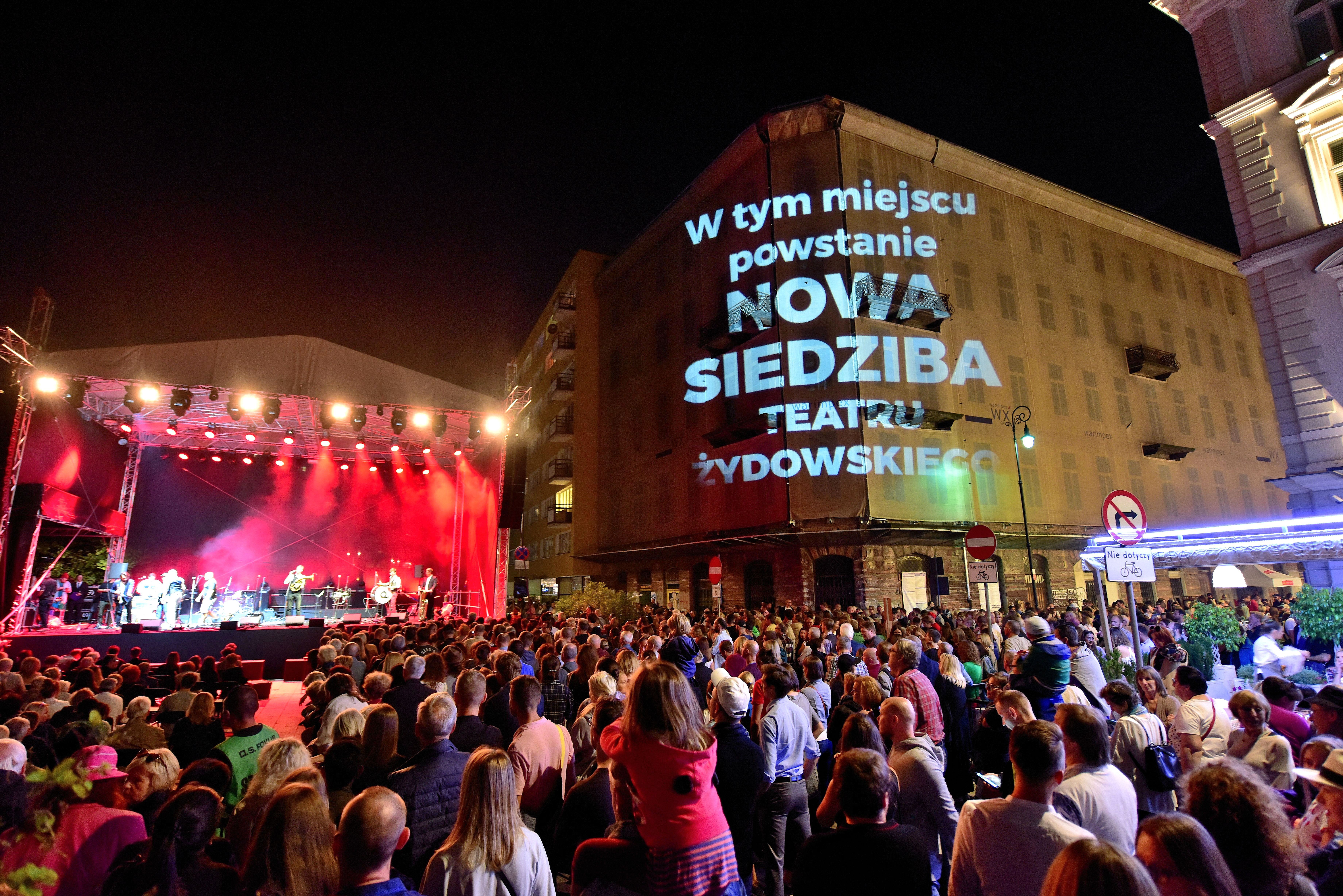
Koncert Noc Klezmerów na placu Grzybowskim podczas XV edycji festiwalu (2018)

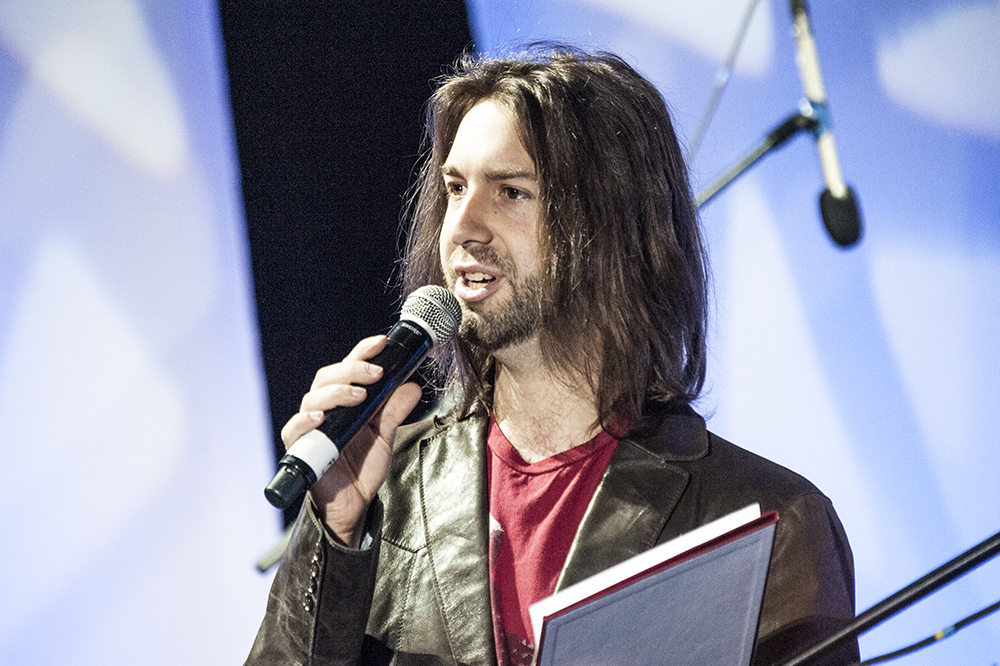
Dawid Szurmiej zapowiadający koncert podczas festiwalu (2011)

Festiwal Warszawa Singera, pełna nazwa Festiwal Kultury Żydowskiej Warszawa Singera – impreza kulturalna odbywająca się od 2004 roku w Warszawie.

## Opis
Organizatorem wydarzenia jest Fundacja Shalom, która została powołana w 1988 roku z inicjatywy aktorki i reżyser Gołdy Tencer. Celem Fundacji jest popularyzacja kultury żydowskiej. 
Festiwal miał swoją premierę w 2004 roku, w setną rocznicę urodzin związanego z Warszawą żydowskiego pisarza Isaaca Bashevisa Singera. Od początku swojego istnienia festiwal promowany jest przy pomocy logo – postaci powstałej z połączenia skrzypka na dachu (symbolu kultury żydowskiej) i Warszawskiej Syrenki (symbolu Warszawy). Autorem symbolu festiwalu jest Lech Majewski.
Celem festiwalu jest promowanie kultury żydowskiej, zarówno tradycyjnej, jak i nowoczesnej, na wysokim poziomie artystycznym. Podczas festiwalu prezentowane są m.in. żydowski teatr, muzyka, filmy, widowiska i wystawy. Jednym ze stałych punktów programu są również warsztaty kuchni koszernej, tańca, piosenki, wycinanki, ceramiki i kaligrafii. Oprócz tego organizowane są liczne wykłady i tematyczne grupy dyskusyjne poświęcone kulturze jidysz. Centrum wydarzeń festiwalowych są plac Grzybowski i ul. Próżna.
Podczas festiwalu występowali m.in. Nigel Kennedy, David Krakauer, Zakopower, Benzion Miller, Filharmonia Opolska im. Józefa Elsnera w Opolu, Kroke, Svetlana Portnyansky, Trombenik, Marcin Bolldorf, Sebastian Szulfer, Matt Herskowitz, Piotr Paziński, Lydia Sarfati, Janusz Tencer i The Klezmatics. Gośćmi byli m.in. Hanna Krall, Magdalena Gessler i Michał Piróg.